# Dikraneura panamana
Dikraneura panamana är en insektsart som beskrevs av Henry Fairfield Osborn 1928. Dikraneura panamana ingår i släktet Dikraneura och familjen dvärgstritar.
Artens utbredningsområde är Panama. Inga underarter finns listade i Catalogue of Life.